# Natasza Andonowa
Natasza Andonowa (mac. Наташа Андонова; ur. 4 grudnia 1993 w Negotinie) – północnomacedońska piłkarka, kapitan i królowa strzelczyń reprezentacji narodowej. Od 2019 roku gra w Levante UD Femenino. Jest młodszą siostrą Sijcze Andonowej, która również gra w piłkę nożną.

## Kariera
Andonowa rozpoczęła karierę piłkarską w macedońskim klubie ZFK Tikvešanka. Po raz pierwszy zwróciła na siebie uwagę obserwatorów podczas mistrzostw Europy U-19, które odbywały się w 2010 roku w Macedonii. Mimo gry w najsłabszej drużynie rozgrywek (3 mecze, 3 porażki, bilans bramkowy 1-19) Andonowa zdobyła jedyną bramkę dla swojej reprezentacji narodowej w meczu z Francją, oraz została uznana za najlepszą zawodniczkę turnieju. Od tego czasu reprezentowała już barwy seniorskiej reprezentacji. Latem 2010 roku Andonowa przeniosła się do ZFK Borec Wełes. W barwach tego klubu grała w eliminacjach do Ligi Mistrzyń 2010/11, w zimowym okienku transferowym tego sezonu z kolei wykupił ją zespół z Niemiec, 1. FFC Turbine Poczdam, triumfator rozgrywek Ligi Mistrzyń 2009/10, w którym grała wraz ze swoją siostrą. Do pierwszej drużyny przebiła się w lutym, w tym samym miesiącu rozegrała swój pierwszy mecz w Bundeslidze. Pierwszego gola dla Turbine strzeliła w półfinale Pucharu Niemiec przeciwko Bayernowi Monachium. W maju 2015 Andonowa opuściła Turbine, przechodząc do drużyny mistrza Szwecji, FC Rosengård, który poszukiwał napastniczki po odejściu Anji Mittag do Paris Saint-Germain. 
W dniu 31 stycznia 2017 roku Paris Saint-Germain ogłosił, że osiągnięto porozumienie w sprawie podpisania kontraktu z Andonową do końca sezonu 2017. W PSG Andonowa grała z numerem 15. Po wygaśnięciu kontraktu z PSG Andonowa dołączyła do FC Barcelony w czerwcu 2017 roku. Od 2019 roku jest zawodniczką Levante UD Femenino.
| Turniej                                       | Etap       | Data                 | Miasto   | Przeciwnik | Gole | Wynik | Ogółem |
| --------------------------------------------- | ---------- | -------------------- | -------- | ---------- | ---- | ----- | ------ |
| Mistrzostwa Świata w Piłce Nożnej Kobiet 2011 | Eliminacje | 23 czerwca 2010      | Prilep   | Słowacja   | 1    | 1–6   | 1      |
| Mistrzostwa Europy w Piłce Nożnej Kobiet 2013 | Eliminacje | 3 marca 2011         | Strumica | Litwa      | 1    | 1–1   | 4      |
| Mistrzostwa Europy w Piłce Nożnej Kobiet 2013 | Eliminacje | 5 marca 2011         | Strumica | Luksemburg | 2    | 5–1   | 4      |
| Mistrzostwa Europy w Piłce Nożnej Kobiet 2013 | Eliminacje | 26 października 2011 | Prilep   | Grecja     | 1    | 1–1   | 4      |
| Mistrzostwa Świata w Piłce Nożnej Kobiet 2015 | Eliminacje | 20 września 2013     | Strumica | Rumunia    | 1    | 1–9   | 4      |
| Mistrzostwa Świata w Piłce Nożnej Kobiet 2015 | Eliminacje | 15 czerwca 2014      | Haapsalu | Estonia    | 1    | 1–1   | 4      |
| Mistrzostwa Świata w Piłce Nożnej Kobiet 2015 | Eliminacje | 18 czerwca 2014      | Praga    | Czechy     | 2    | 2–5   | 4      |